# НБА в сезоні 2007—2008
Сезон НБА 2007—2008 був 62-м сезоном у Національній баскетбольній асоціації. Переможцями сезону стали «Бостон Селтікс», які здолали у фінальній серії «Лос-Анджелес Лейкерс».

## Регламент змагання
Участь у сезоні брали 30 команд, розподілених між двома конференціями — Східною і Західною, кожна з яких у свою чергу складалася з трьох дивізіонів.
По ходу регулярного сезону кожна з команд-учасниць провела по 82 гри (по 41 грі на власному майданчику і на виїзді). При цьому з командами свого дивізіону проводилося по чотири гри, із шістьома командами з інших дивізіонів своєї конференції — теж по чотири гри, а з рештою чотирма командами своєї конференції — по три. Нарешті команди з різних конференцій проводили між собою по два матчі.
До раунду плей-оф виходили по вісім найкращих команд кожної з конференцій, причому переможці дивізіонів посідали місця угорі турнірної таблиці конференції, навіть при гірших результатах, ніж у команд з інших дивізіонів, які свої дивізіони не виграли. Плей-оф відбувався за олімпійською системою, за якою найкраща команда кожної конференції починала боротьбу проти команди, яка посіла восьме місце у тій же конференції, друга команда конференції — із сьомою, і так далі. В усіх раундах плей-оф переможець кожної пари визначався в серії ігор, яка тривала до чотирьох перемог однієї з команд.
Чемпіони кожної з конференцій, що визначалися на стадії плей-оф, для визначення чемпіона НБА зустрічалися між собою у Фіналі, що складався із серії ігор до чотирьох перемог.

## Регулярний сезон
Регулярний сезон тривав з 30 жовтня 2007 – 16 квітня 2008, найкращий результат по його завершенні мали «Бостон Селтікс».

### Підсумкові таблиці за дивізіонами
| Атлантичний                     | В  | П  | %П   | Відст | Дом   | Гост  | Див  |
| ------------------------------- | -- | -- | ---- | ----- | ----- | ----- | ---- |
| y-«Бостон Селтікс»              | 66 | 16 | .805 | –     | 35–6  | 31–10 | 14–2 |
| x-«Торонто Репторз»             | 41 | 41 | .500 | 25    | 25–16 | 16–25 | 10–6 |
| x-«Філадельфія Севенті-Сіксерс» | 40 | 42 | .488 | 26    | 22–19 | 18–23 | 7–9  |
| «Нью-Джерсі Нетс»               | 34 | 48 | .415 | 32    | 21–20 | 13–28 | 4–12 |
| «Нью-Йорк Нікс»                 | 23 | 59 | .280 | 43    | 15–26 | 8–33  | 5–11 |

| Центральний            | В  | П  | %П   | Відст | Дом   | Гост  | Див  |
| ---------------------- | -- | -- | ---- | ----- | ----- | ----- | ---- |
| y-«Детройт Пістонс»    | 59 | 23 | .720 | –     | 34–7  | 25–16 | 11–5 |
| x-«Клівленд Кавальєрс» | 45 | 37 | .549 | 14    | 27–14 | 18–23 | 7–9  |
| «Індіана Пейсерз»      | 36 | 46 | .439 | 23    | 21–20 | 15–26 | 5–11 |
| «Чикаго Буллз»         | 33 | 49 | .402 | 26    | 20–21 | 13–28 | 11–5 |
| «Мілвокі Бакс»         | 26 | 56 | .317 | 33    | 19–22 | 7–34  | 6–10 |

| Південно-Східний      | В  | П  | %П   | Відст | Дом   | Гост  | Див  |
| --------------------- | -- | -- | ---- | ----- | ----- | ----- | ---- |
| y-«Орландо Меджик»    | 52 | 30 | .634 | –     | 25–16 | 27–14 | 12–4 |
| x-«Вашингтон Візардс» | 43 | 39 | .524 | 9     | 25–16 | 18–23 | 10–6 |
| x-«Атланта Гокс»      | 37 | 45 | .451 | 15    | 25–16 | 12–29 | 9–7  |
| «Шарлотт Бобкетс»     | 32 | 50 | .390 | 20    | 21–20 | 11–30 | 7–9  |
| «Маямі Гіт»           | 15 | 67 | .183 | 37    | 9–32  | 6–35  | 2–14 |

| Північно-Західний         | В  | П  | %П   | Відст | Дом   | Гост  | Див  |
| ------------------------- | -- | -- | ---- | ----- | ----- | ----- | ---- |
| y-«Юта Джаз»              | 54 | 28 | .659 | –     | 37–4  | 17–24 | 13–3 |
| x-«Денвер Наггетс»        | 50 | 32 | .610 | 4     | 33–8  | 17–24 | 10–6 |
| «Портленд Трейл-Блейзерс» | 41 | 41 | .500 | 13    | 28–13 | 13–28 | 10–6 |
| «Міннесота Тімбервулвз»   | 22 | 60 | .268 | 32    | 15–26 | 7–34  | 3–13 |
| «Сіетл Суперсонікс»       | 20 | 62 | .244 | 34    | 13–28 | 7–34  | 6–10 |

| Тихоокеанський           | В  | П  | %П   | Відст | Дом   | Гост  | Див  |
| ------------------------ | -- | -- | ---- | ----- | ----- | ----- | ---- |
| y-«Лос-Анджелес Лейкерс» | 57 | 25 | .695 | –     | 30–11 | 27–14 | 12–4 |
| x-«Фінікс Санз»          | 55 | 27 | .671 | 2     | 30–11 | 25–16 | 10–6 |
| «Голден-Стейт Ворріорс»  | 48 | 34 | .585 | 9     | 27–14 | 21–20 | 10–6 |
| «Сакраменто Кінґс»       | 38 | 44 | .463 | 19    | 26–15 | 12–29 | 3–13 |
| «Лос-Анджелес Кліпперс»  | 23 | 59 | .284 | 34    | 13–28 | 10–31 | 5–11 |

| Південно-Західний      | В  | П  | %П   | Відст | Дом   | Гост  | Див  |
| ---------------------- | -- | -- | ---- | ----- | ----- | ----- | ---- |
| y-«Нью-Орлінс Горнетс» | 56 | 26 | .683 | –     | 30–11 | 26–15 | 10–6 |
| x-«Сан-Антоніо Сперс»  | 56 | 26 | .683 | –     | 34–7  | 22–19 | 10–6 |
| x-«Х'юстон Рокетс»     | 55 | 27 | .671 | 1     | 31–10 | 24–17 | 8–8  |
| x-«Даллас Маверікс»    | 51 | 31 | .622 | 5     | 34–7  | 17–24 | 10–6 |
| «Мемфіс Ґріззліс»      | 22 | 60 | .268 | 34    | 14–27 | 8–33  | 2–14 |

### Підсумкові таблиці за конференціями
| Східна | Східна                          | Східна | Східна | Східна | Східна |
| #      | Команда                         | В      | П      | %П     | Відст  |
| ------ | ------------------------------- | ------ | ------ | ------ | ------ |
| 1      | z-«Бостон Селтікс»              | 66     | 16     | .805   | –      |
| 2      | y-«Детройт Пістонс»             | 59     | 23     | .720   | 7      |
| 3      | y-«Орландо Меджик»              | 52     | 30     | .634   | 14     |
| 4      | x-«Клівленд Кавальєрс»          | 45     | 37     | .549   | 21     |
| 5      | x-«Вашингтон Візардс»           | 43     | 39     | .524   | 23     |
| 6      | x-«Торонто Репторз»             | 41     | 41     | .500   | 25     |
| 7      | x-«Філадельфія Севенті-Сіксерс» | 40     | 42     | .488   | 26     |
| 8      | x-«Атланта Гокс»                | 37     | 45     | .451   | 29     |
|        |                                 |        |        |        |        |
| 9      | «Індіана Пейсерз»               | 36     | 46     | .439   | 30     |
| 10     | «Нью-Джерсі Нетс»               | 34     | 48     | .415   | 32     |
| 11     | «Чикаго Буллз»                  | 33     | 49     | .402   | 33     |
| 12     | «Шарлотт Бобкетс»               | 32     | 50     | .390   | 34     |
| 13     | «Мілвокі Бакс»                  | 26     | 56     | .317   | 40     |
| 14     | «Нью-Йорк Нікс»                 | 23     | 59     | .280   | 43     |
| 15     | «Маямі Гіт»                     | 15     | 67     | .183   | 51     |

| #  | Західна                   | Західна | Західна | Західна | Західна |
| #  | Команда                   | В       | П       | %П      | Відст   |
| -- | ------------------------- | ------- | ------- | ------- | ------- |
| 1  | c-«Лос-Анджелес Лейкерс»  | 57      | 25      | .695    | –       |
| 2  | y-«Нью-Орлінс Горнетс»    | 56      | 26      | .683    | 1       |
| 3  | x-«Сан-Антоніо Сперс»     | 56      | 26      | .683    | 1       |
| 4  | y-«Юта Джаз»              | 54      | 28      | .659    | 3       |
| 5  | x-«Х'юстон Рокетс»        | 55      | 27      | .671    | 2       |
| 6  | x-«Фінікс Санз»           | 55      | 27      | .671    | 2       |
| 7  | x-«Даллас Маверікс»       | 51      | 31      | .622    | 6       |
| 8  | x-«Денвер Наггетс»        | 50      | 32      | .610    | 7       |
|    |                           |         |         |         |         |
| 9  | «Голден-Стейт Ворріорс»   | 48      | 34      | .585    | 9       |
| 10 | «Портленд Трейл-Блейзерс» | 41      | 41      | .500    | 16      |
| 11 | «Сакраменто Кінґс»        | 38      | 44      | .463    | 19      |
| 12 | «Лос-Анджелес Кліпперс»   | 23      | 59      | .280    | 34      |
| 13 | «Міннесота Тімбервулвз»   | 22      | 60      | .268    | 35      |
| 14 | «Мемфіс Ґріззліс»         | 22      | 60      | .268    | 35      |
| 15 | «Сіетл Суперсонікс»       | 20      | 62      | .244    | 37      |

Легенда:
- z — Найкраща команда регулярного сезону НБА
- c — Найкраща команда конференції
- y — Переможець дивізіону
- x — Учасник плей-оф

## Плей-оф
Переможці пар плей-оф позначені жирним. Цифри перед назвою команди відповідають її позиції у підсумковій турнірній таблиці регулярного сезону конференції. Цифри після назви команди відповідають кількості її перемог у відповідному раунді плей-оф. Курсивом позначені команди, які мали перевагу власного майданчика (принаймні потенційно могли провести більшість ігор серії вдома).
|  | Перший раунд        | Перший раунд                  | Перший раунд            |   |                         | Півфінали конференції   | Півфінали конференції | Півфінали конференції |  |    | Фінали конференції      | Фінали конференції | Фінали конференції |  |    | Фінал НБА         | Фінал НБА | Фінал НБА |
|  |                     |                               |                         |   |                         |                         |                       |                       |  |    |                         |                    |                    |  |    |                   |           |           |
|  | E1                  | «Бостон Селтікс»*             | 4                       |   |                         |                         |                       |                       |  |    |                         |                    |                    |  |    |                   |           |           |
|  | E8                  | «Атланта Гокс»                | 3                       |   |                         |                         |                       |                       |  |    |                         |                    |                    |  |    |                   |           |           |
|  | E8                  | «Атланта Гокс»                | 3                       |   | E1                      | «Бостон Селтікс»*       | 4                     |                       |  |    |                         |                    |                    |  |    |                   |           |           |
|  |                     |                               |                         |   | E1                      | «Бостон Селтікс»*       | 4                     |                       |  |    |                         |                    |                    |  |    |                   |           |           |
|  |                     | E4                            | «Клівленд Кавальєрс»    | 3 |                         |                         |                       |                       |  |    |                         |                    |                    |  |    |                   |           |           |
|  | E4                  | E4                            | «Клівленд Кавальєрс»    | 3 | «Клівленд Кавальєрс»    | 4                       |                       |                       |  |    |                         |                    |                    |  |    |                   |           |           |
|  | E4                  |                               |                         |   | «Клівленд Кавальєрс»    | 4                       |                       |                       |  |    |                         |                    |                    |  |    |                   |           |           |
|  | E5                  | «Вашингтон»                   | 2                       |   |                         |                         |                       |                       |  |    |                         |                    |                    |  |    |                   |           |           |
|  | E5                  | «Вашингтон»                   | 2                       |   |                         |                         |                       |                       |  | E1 | «Бостон Селтікс»*       | 4                  |                    |  |    |                   |           |           |
|  | Східна конференція  |                               |                         |   |                         |                         |                       |                       |  | E1 | «Бостон Селтікс»*       | 4                  |                    |  |    |                   |           |           |
|  |                     | E2                            | «Детройт Пістонс»*      | 2 |                         |                         |                       |                       |  |    |                         |                    |                    |  |    |                   |           |           |
|  | E3                  | E2                            | «Детройт Пістонс»*      | 2 | «Орландо Меджик»*       | 4                       |                       |                       |  |    |                         |                    |                    |  |    |                   |           |           |
|  | E3                  |                               |                         |   | «Орландо Меджик»*       | 4                       |                       |                       |  |    |                         |                    |                    |  |    |                   |           |           |
|  | E6                  | «Торонто Репторз»             | 1                       |   |                         |                         |                       |                       |  |    |                         |                    |                    |  |    |                   |           |           |
|  | E6                  | «Торонто Репторз»             | 1                       |   | E3                      | «Орландо Меджик»*       | 1                     |                       |  |    |                         |                    |                    |  |    |                   |           |           |
|  |                     |                               |                         |   | E3                      | «Орландо Меджик»*       | 1                     |                       |  |    |                         |                    |                    |  |    |                   |           |           |
|  |                     | E2                            | «Детройт Пістонс»*      | 4 |                         |                         |                       |                       |  |    |                         |                    |                    |  |    |                   |           |           |
|  | E2                  | E2                            | «Детройт Пістонс»*      | 4 | «Детройт Пістонс»*      | 4                       |                       |                       |  |    |                         |                    |                    |  |    |                   |           |           |
|  | E2                  |                               |                         |   | «Детройт Пістонс»*      | 4                       |                       |                       |  |    |                         |                    |                    |  |    |                   |           |           |
|  | E7                  | «Філадельфія Севенті-Сіксерс» | 2                       |   |                         |                         |                       |                       |  |    |                         |                    |                    |  |    |                   |           |           |
|  | E7                  | «Філадельфія Севенті-Сіксерс» | 2                       |   |                         |                         |                       |                       |  |    |                         |                    |                    |  | E1 | «Бостон Селтікс»* | 4         |           |
|  |                     |                               |                         |   |                         |                         |                       |                       |  |    |                         |                    |                    |  | E1 | «Бостон Селтікс»* | 4         |           |
|  |                     | W1                            | «Лос-Анджелес Лейкерс»* | 2 |                         |                         |                       |                       |  |    |                         |                    |                    |  |    |                   |           |           |
|  | W1                  | W1                            | «Лос-Анджелес Лейкерс»* | 2 | «Лос-Анджелес Лейкерс»* | 4                       |                       |                       |  |    |                         |                    |                    |  |    |                   |           |           |
|  | W1                  |                               |                         |   | «Лос-Анджелес Лейкерс»* | 4                       |                       |                       |  |    |                         |                    |                    |  |    |                   |           |           |
|  | W8                  | «Денвер Наггетс»              | 0                       |   |                         |                         |                       |                       |  |    |                         |                    |                    |  |    |                   |           |           |
|  | W8                  | «Денвер Наггетс»              | 0                       |   | W1                      | «Лос-Анджелес Лейкерс»* | 4                     |                       |  |    |                         |                    |                    |  |    |                   |           |           |
|  |                     |                               |                         |   | W1                      | «Лос-Анджелес Лейкерс»* | 4                     |                       |  |    |                         |                    |                    |  |    |                   |           |           |
|  |                     | W4                            | «Юта Джаз»*             | 2 |                         |                         |                       |                       |  |    |                         |                    |                    |  |    |                   |           |           |
|  | W4                  | W4                            | «Юта Джаз»*             | 2 | «Юта Джаз»*             | 4                       |                       |                       |  |    |                         |                    |                    |  |    |                   |           |           |
|  | W4                  |                               |                         |   | «Юта Джаз»*             | 4                       |                       |                       |  |    |                         |                    |                    |  |    |                   |           |           |
|  | W5                  | «Х'юстон Рокетс»              | 2                       |   |                         |                         |                       |                       |  |    |                         |                    |                    |  |    |                   |           |           |
|  | W5                  | «Х'юстон Рокетс»              | 2                       |   |                         |                         |                       |                       |  | W1 | «Лос-Анджелес Лейкерс»* | 4                  |                    |  |    |                   |           |           |
|  | Західна конференція |                               |                         |   |                         |                         |                       |                       |  | W1 | «Лос-Анджелес Лейкерс»* | 4                  |                    |  |    |                   |           |           |
|  |                     | W3                            | «Сан-Антоніо Сперс»     | 1 |                         |                         |                       |                       |  |    |                         |                    |                    |  |    |                   |           |           |
|  | W3                  | W3                            | «Сан-Антоніо Сперс»     | 1 | «Сан-Антоніо Сперс»     | 4                       |                       |                       |  |    |                         |                    |                    |  |    |                   |           |           |
|  | W3                  |                               |                         |   | «Сан-Антоніо Сперс»     | 4                       |                       |                       |  |    |                         |                    |                    |  |    |                   |           |           |
|  | W6                  | «Фінікс Санз»                 | 1                       |   |                         |                         |                       |                       |  |    |                         |                    |                    |  |    |                   |           |           |
|  | W6                  | «Фінікс Санз»                 | 1                       |   | W3                      | «Сан-Антоніо Сперс»     | 4                     |                       |  |    |                         |                    |                    |  |    |                   |           |           |
|  |                     |                               |                         |   | W3                      | «Сан-Антоніо Сперс»     | 4                     |                       |  |    |                         |                    |                    |  |    |                   |           |           |
|  |                     | W2                            | «Нью-Орлінс Горнетс»*   | 3 |                         |                         |                       |                       |  |    |                         |                    |                    |  |    |                   |           |           |
|  | W2                  | W2                            | «Нью-Орлінс Горнетс»*   | 3 | «Нью-Орлінс Горнетс»*   | 4                       |                       |                       |  |    |                         |                    |                    |  |    |                   |           |           |
|  | W2                  |                               |                         |   | «Нью-Орлінс Горнетс»*   | 4                       |                       |                       |  |    |                         |                    |                    |  |    |                   |           |           |
|  | W7                  | «Даллас Маверікс»             | 1                       |   |                         |                         |                       |                       |  |    |                         |                    |                    |  |    |                   |           |           |

* — переможці дивізіонів.

## Лідери сезону за статистичними показниками
| Показник                  | Гравець           | Команда                 | Результат |
| ------------------------- | ----------------- | ----------------------- | --------- |
| Очки за гру               | Леброн Джеймс     | «Клівленд Кавальєрс»    | 30.0      |
| Підбирання за гру         | Двайт Говард      | «Орландо Меджик»        | 14.2      |
| Передачі за гру           | Кріс Пол          | «Нью-Орлінс Горнетс»    | 11.6      |
| Перехоплення за гру       | Кріс Пол          | «Нью-Орлінс Горнетс»    | 2.71      |
| Блокування за гру         | Маркус Кембі      | «Денвер Наггетс»        | 3.61      |
| % влучань з гри           | Андріс Б'єдріньш  | «Голден-Стейт Ворріорс» | .626      |
| % влучань штрафних кидків | Предраг Стоякович | «Нью-Орлінс Горнетс»    | .929      |
| % влучань 3-очкових       | Джейсон Капоно    | «Торонто Репторз»       | .483      |

## Нагороди НБА

### Щорічні нагороди
- Найцінніший гравець: Кобі Браянт, «Лос-Анджелес Лейкерс»[1]
- Новачок року: Кевін Дюрант, «Сіетл Суперсонікс»[2]
- Найкращий захисний гравець: Кевін Гарнетт, «Бостон Селтікс»[3]
- Найкращий шостий гравець: Ману Джинобілі, «Сан-Антоніо Сперс»[4]
- Найбільш прогресуючий гравець: Хедо Тюркоглу, «Орландо Меджик»[5]
- Тренер року: Байрон Скотт, «Нью-Орлінс Горнетс»[6]
- Менеджер року: Денні Ейндж, «Бостон Селтікс»[7]
- Приз за спортивну поведінку: Грант Гілл, «Фінікс Санз»[8]

| - Перша збірна всіх зірок: - F Кевін Гарнетт – «Бостон Селтікс» - F Леброн Джеймс – «Клівленд Кавальєрс» - C Двайт Говард – «Орландо Меджик» - G Кобі Браянт – «Лос-Анджелес Лейкерс» - G Кріс Пол – «Нью-Орлінс Горнетс» | - Перша збірна всіх зірок захисту: - F Кевін Гарнетт – «Бостон Селтікс» - F Тім Данкан – «Сан-Антоніо Сперс» - C Маркус Кембі – «Денвер Наггетс» - G Кобі Браянт – «Лос-Анджелес Лейкерс» - G Брюс Боуен – «Сан-Антоніо Сперс» | - Перша збірна новачків: - Ел Горфорд – «Атланта Гокс» - Кевін Дюрант – «Сіетл Суперсонікс» - Луіс Скола – «Х'юстон Рокетс» - Ел Торнтон – «Лос-Анджелес Кліпперс» - Джефф Грін – «Сіетл Суперсонікс» |

| - Друга збірна всіх зірок: - F Тім Данкан – «Сан-Антоніо Сперс» - F Дірк Новіцкі – «Даллас Маверікс» - C Амаре Стадемаєр – «Фінікс Санз» - G Стів Неш – «Фінікс Санз» - G Дерон Вільямс – «Юта Джаз» | - Друга збірна всіх зірок захисту: - F Тайшон Прінс – «Детройт Пістонс» - F Шейн Батьєр – «Х'юстон Рокетс» - C Двайт Говард – «Орландо Меджик» - G Раджа Белл – «Фінікс Санз» - G Кріс Пол – «Нью-Орлінс Горнетс» |

| - Друга збірна новачків: - Джамаріо Мун – «Торонто Репторз» - Хуан Карлос Наварро – «Мемфіс Ґріззліс» - Таддеус Янг – «Філадельфія Севенті-Сіксерс» - Родні Стакі – «Детройт Пістонс» - Карл Лендрі – «Х'юстон Рокетс» | - Третя збірна всіх зірок: - F Карлос Бузер – «Юта Джаз» - F Пол Пірс – «Бостон Селтікс» - C Яо Мін – «Х'юстон Рокетс» - G Трейсі Макгреді – «Х'юстон Рокетс» - G Ману Джинобілі – «Сан-Антоніо Сперс» |

### Гравець тижня
| Тиждень                     | Східна конференція                                 | Західна конференція                            | Прим. |
| --------------------------- | -------------------------------------------------- | ---------------------------------------------- | ----- |
| 30 жовтня – 4 листопада     | Денні Гренджер («Індіана Пейсерз») (1/1)           | Трейсі Макгреді («Х'юстон Рокетс») (1/2)       |       |
| 5 листопада – 11 листопада  | Кевін Гарнетт («Бостон Селтікс») (1/3)             | Яо Мін («Х'юстон Рокетс») (1/1)                |       |
| 12 листопада – 18 листопада | Двайт Говард («Орландо Меджик») (1/2)              | Аллен Айверсон («Денвер Наггетс») (1/3)        |       |
| 19 листопада – 25 листопада | Леброн Джеймс («Клівленд Кавальєрс») (1/3)         | Тоні Паркер («Сан-Антоніо Сперс») (1/1)        |       |
| 26 листопада – 2 грудня     | Двайт Говард («Орландо Меджик») (2/2)              | Стівен Джексон («Голден-Стейт Ворріорс») (1/1) |       |
| 3 грудня – 9 грудня         | Джош Сміт («Атланта Гокс») (1/1)                   | Брендон Рой («Портленд Трейл-Блейзерс») (1/2)  |       |
| 10 грудня – 16 грудня       | Пол Пірс («Бостон Селтікс») (1/2)                  | Брендон Рой («Портленд Трейл-Блейзерс») (2/2)  |       |
| 17 грудня – 23 грудня       | Джо Джонсон («Атланта Гокс») (1/2)                 | Кармело Ентоні («Денвер Наггетс») (1/2)        |       |
| 24 грудня – 30 грудня       | Пол Пірс («Бостон Селтікс») (2/2)                  | Кріс Пол («Нью-Орлінс Горнетс») (1/2)          |       |
| 31 грудня – 6 січня         | Леброн Джеймс («Клівленд Кавальєрс») (2/3)         | Аллен Айверсон («Денвер Наггетс») (2/3)        |       |
| 7 січня – 13 січня          | Кріс Бош («Торонто Репторз») (1/1)                 | Кобі Браянт («Лос-Анджелес Лейкерс») (1/3)     |       |
| 14 січня – 20 січня         | Джеральд Воллес («Шарлотт Бобкетс») (1/1)          | Барон Девіс («Голден-Стейт Ворріорс») (1/1)    |       |
| 21 січня – 27 січня         | Хедо Тюркоглу («Орландо Меджик») (1/2)             | Ел Джефферсон («Міннесота Тімбервулвз») (1/1)  |       |
| 28 січня – 3 лютого         | Хедо Тюркоглу («Орландо Меджик») (2/2)             | Бред Міллер («Сакраменто Кінґс») (1/1)         |       |
| 4 лютого – 10 лютого        | Андре Міллер («Філадельфія Севенті-Сіксерс») (1/2) | Амаре Стадемаєр («Фінікс Санз») (1/2)          |       |
| 19 лютого – 24 лютого       | Леброн Джеймс («Клівленд Кавальєрс») (3/3)         | Ману Джинобілі («Сан-Антоніо Сперс») (1/1)     |       |
| 25 лютого – 2 березня       | Андре Міллер («Філадельфія Севенті-Сіксерс») (2/2) | Кобі Браянт («Лос-Анджелес Лейкерс») (2/3)     |       |
| 3 березня – 9 березня       | Джейсон Річардсон («Шарлотт Бобкетс») (1/2)        | Трейсі Макгреді («Х'юстон Рокетс») (2/2)       |       |
| 10 березня – 16 березня     | Антуан Джеймісон («Вашингтон Візардс») (1/1)       | Амаре Стадемаєр («Фінікс Санз») (2/2)          |       |
| 17 березня – 23 березня     | Кевін Гарнетт («Бостон Селтікс») (2/3)             | Кріс Пол («Нью-Орлінс Горнетс») (2/2)          |       |
| 24 березня – 30 березня     | Джейсон Річардсон («Шарлотт Бобкетс») (2/2)        | Кармело Ентоні («Денвер Наггетс») (2/2)        |       |
| 31 березня – 6 квітня       | Джо Джонсон («Атланта Гокс») (2/2)                 | Кобі Браянт («Лос-Анджелес Лейкерс») (3/3)     |       |
| 7 квітня – 13 квітня        | Кевін Гарнетт («Бостон Селтікс») (3/3)             | Аллен Айверсон («Денвер Наггетс») (3/3)        |       |

### Гравець місяця
| Місяць             | Східна конференція                         | Західна конференція                        | Прим. |
| ------------------ | ------------------------------------------ | ------------------------------------------ | ----- |
| жовтень – листопад | Двайт Говард («Орландо Меджик») (1/2)      | Карлос Бузер («Юта Джаз») (1/1)            |       |
| грудень            | Двайт Говард («Орландо Меджик») (2/2)      | Кріс Пол («Нью-Орлінс Горнетс») (1/2)      |       |
| січень             | Леброн Джеймс («Клівленд Кавальєрс») (1/2) | Яо Мін («Х'юстон Рокетс») (1/1)            |       |
| лютий              | Леброн Джеймс («Клівленд Кавальєрс») (2/2) | Кобі Браянт («Лос-Анджелес Лейкерс») (1/2) |       |
| березень           | Джо Джонсон («Атланта Гокс») (1/1)         | Кріс Пол («Нью-Орлінс Горнетс») (2/2)      |       |
| квітень            | Хедо Тюркоглу («Орландо Меджик») (1/1)     | Кобі Браянт («Лос-Анджелес Лейкерс») (2/2) |       |

### Новачок місяця
| Місяць             | Східна конференція                     | Західна конференція                      | Прим.  |
| ------------------ | -------------------------------------- | ---------------------------------------- | ------ |
| жовтень – листопад | Ел Горфорд («Атланта Гокс») (1/3)      | Кевін Дюрант («Сіетл Суперсонікс») (1/5) | [ 12 ] |
| грудень            | Ї Дзяньлянь («Мілвокі Бакс») (1/1)     | Кевін Дюрант («Сіетл Суперсонікс») (2/5) | [ 13 ] |
| січень             | Джамаріо Мун («Торонто Репторз») (1/1) | Кевін Дюрант («Сіетл Суперсонікс») (3/5) | [ 14 ] |
| лютий              | Ел Горфорд («Атланта Гокс») (2/3)      | Луіс Скола («Х'юстон Рокетс») (1/1)      | [ 15 ] |
| березень           | Ел Горфорд («Атланта Гокс») (3/3)      | Кевін Дюрант («Сіетл Суперсонікс») (4/5) | [ 16 ] |
| квітень            | Рамон Сешинс («Мілвокі Бакс») (1/1)    | Кевін Дюрант («Сіетл Суперсонікс») (5/5) | [ 17 ] |

### Тренер місяця
| Місяць             | Східна конференція                      | Західна конференція                              | Прим. |
| ------------------ | --------------------------------------- | ------------------------------------------------ | ----- |
| жовтень – листопад | Док Ріверс («Бостон Селтікс») (1/3)     | Грегг Попович («Сан-Антоніо Сперс») (1/1)        |       |
| грудень            | Фліп Сондерс («Детройт Пістонс») (1/2)  | Нейт Макміллан («Портленд Трейл-Блейзерс») (1/1) |       |
| січень             | Майк Браун («Клівленд Кавальєрс») (1/1) | Байрон Скотт («Нью-Орлінс Горнетс») (1/1)        |       |
| лютий              | Фліп Сондерс («Детройт Пістонс») (2/2)  | Рік Аделмен («Х'юстон Рокетс») (1/1)             |       |
| березень           | Док Ріверс («Бостон Селтікс») (2/3)     | Джеррі Слоан («Юта Джаз») (1/1)                  |       |
| квітень            | Док Ріверс («Бостон Селтікс») (3/3)     | Філ Джексон («Лос-Анджелес Лейкерс») (1/1)       |       |